# 庐丰畲族乡
庐丰畲族乡是中华人民共和国福建省龙岩市上杭县下辖的一个民族乡。

## 行政区划
庐丰畲族乡下辖以下村级行政区划单位：
章金村、上坊村、中坊村、下坊村、立英村、丰康村、丰乐村、丰济村、扶洋村、铁峰村、太古村、黄坊村、横岗村和三坪村。